# Ambleteuse
Ambleteuse és un municipi francès situat al departament del Pas de Calais i a la regió dels Alts de França. L'any 2007 tenia 1.825 habitants.

## Demografia

### Població
El 2007 la població de fet d'Ambleteuse era de 1.825 persones. Hi havia 672 famílies de les quals 156 eren unipersonals (40 homes vivint sols i 116 dones vivint soles), 208 parelles sense fills, 276 parelles amb fills i 32 famílies monoparentals amb fills.
La població ha evolucionat segons el següent gràfic:
Habitants censats

### Habitatges
El 2007 hi havia 1.648 habitatges, 692 eren l'habitatge principal de la família, 926 eren segones residències i 31 estaven desocupats. 1.025 eren cases i 155 eren apartaments. Dels 692 habitatges principals, 472 estaven ocupats pels seus propietaris, 204 estaven llogats i ocupats pels llogaters i 16 estaven cedits a títol gratuït; 4 tenien una cambra, 37 en tenien dues, 97 en tenien tres, 196 en tenien quatre i 358 en tenien cinc o més. 557 habitatges disposaven pel capbaix d'una plaça de pàrquing. A 350 habitatges hi havia un automòbil i a 245 n'hi havia dos o més.

### Piràmide de població
La piràmide de població per edats i sexe el 2009 era:
| Homes | Edats   | Dones |
| ----- | ------- | ----- |
| 0     | 95 o +  | 4     |
| 4     | 90 a 94 | 4     |
| 0     | 85 a 89 | 0     |
| 4     | 80 a 84 | 16    |
| 16    | 75 a 79 | 40    |
| 20    | 70 a 74 | 36    |
| 40    | 65 a 69 | 36    |
| 64    | 60 a 64 | 40    |
| 40    | 55 a 59 | 60    |
| 104   | 50 a 54 | 72    |
| 48    | 45 a 49 | 80    |
| 72    | 40 a 44 | 72    |
| 88    | 35 a 39 | 56    |
| 92    | 30 a 34 | 72    |
| 80    | 25 a 29 | 80    |
| 68    | 20 a 24 | 60    |
| 68    | 15 a 19 | 84    |
| 36    | 10 a 14 | 40    |
| 80    | 5 a 9   | 56    |
| 76    | 0 a 4   | 40    |

## Economia
El 2007 la població en edat de treballar era de 1.208 persones, 797 eren actives i 411 eren inactives. De les 797 persones actives 705 estaven ocupades (404 homes i 301 dones) i 93 estaven aturades (41 homes i 52 dones). De les 411 persones inactives 119 estaven jubilades, 95 estaven estudiant i 197 estaven classificades com a «altres inactius».

### Ingressos
El 2009 a Ambleteuse hi havia 773 unitats fiscals que integraven 1.959 persones, la mediana anual d'ingressos fiscals per persona era de 16.909 €.

### Activitats econòmiques
Dels 75 establiments que hi havia el 2007, 1 era d'una empresa extractiva, 3 d'empreses alimentàries, 1 d'una empresa de fabricació d'altres productes industrials, 11 d'empreses de construcció, 14 d'empreses de comerç i reparació d'automòbils, 1 d'una empresa de transport, 11 d'empreses d'hostatgeria i restauració, 2 d'empreses d'informació i comunicació, 1 d'una empresa financera, 8 d'empreses immobiliàries, 6 d'empreses de serveis, 11 d'entitats de l'administració pública i 5 d'empreses classificades com a «altres activitats de serveis».
Dels 22 establiments de servei als particulars que hi havia el 2009, 1 era una oficina de correu, 2 tallers de reparació d'automòbils i de material agrícola, 3 paletes, 3 guixaires pintors, 1 fusteria, 3 lampisteries, 2 perruqueries, 4 restaurants, 2 agències immobiliàries i 1 tintoreria.
Dels 6 establiments comercials que hi havia el 2009, 1 era una gran superfície de material de bricolatge, 3 fleques, 1 una fleca i 1 una botiga de mobles.
L'any 2000 a Ambleteuse hi havia 6 explotacions agrícoles.

## Equipaments sanitaris i escolars
L'únic equipament sanitari que hi havia el 2009 era una farmàcia.
El 2009 hi havia una escola elemental.

## Poblacions més properes
El següent diagrama mostra les poblacions més properes.